# Chicago (metropool)
Het Chicago Metropoolgebied (Engels: Chicago Metropolitan Area of Chicagoland) is een  grootstedelijk gebied in de Amerikaanse staat Illinois. Met een oppervlakte van 17.930 km2 omvat het de stad Chicago, de voorsteden en het achterland, dat zich uitstrekt over 13 county’s in het noordoosten van Illinois en het noordwesten van Indiana. 
De metropool had in 2020 een bevolking van 9.454.363 inwoners en is het op twee na grootste grootstedelijk gebied in de Verenigde Staten.